# 谷口菜津子
谷口菜津子（日语：谷口 菜津子，1988年7月7日—），日本漫畫家、插畫家。女性。出身於神奈川縣秦野市。丈夫是漫畫家真造圭伍。

## 來歷
誕生於神奈川縣。多摩美術大學情報設計系藝術學科（現媒體藝術學科）出身。自從在學校開始畫漫畫以來並從事散文漫畫的工作。
其部落格上發佈的網絡漫畫描繪了與她最喜歡的食物生肝的擬似戀愛，在網路上引起了注目。其實體書的書腰上被瀧波由香里、中村珍、峰奈由果、夢眠Nemu發表了評論。
2021年6月5日至27日，在東京mograg畫廊舉辦名為的主題個展。同年10月9日至24日，在大阪NEW PURE+舉辦以「定食」為主題的個展。2022年4月，獲得第26屆手塚治虫文化獎新生獎。《青春從教室的角落開始》、《今晚是壽喜燒哦》被以「用柔和的筆觸描繪出多樣性」而獲得好評。

## 作品列表

### 連載
- （2011年－，竹書房）
- （2013年，原作：新海岳人，電子書籍）
- （2013年－，AM，網路連載）
- （2014年－，Mynavi News，網路連載）
- （2014年－，網路連載）
- （2014年－，《To-Ti web（日语：トーチweb）》，網路連載）
- （2018年－2020年，《Comic Beam》，KADOKAWA，全2冊）
- （2022年7月22日[11]－2022年12月2日[12]，《Kurage Bunch（日语：月刊コミックバンチ）》，新潮社）－並非的續集[11]，系列作品[13]。
- （2022年－，《月刊Comic Beam》2022年9月號[14]－，KADOKAWA）
- （2023年－，《comic tanto》Vol.41－[15]，文化社）
- （2024年－，『web ACTION』2024年5月10日[16]－，雙葉社）

### 短篇
- 砂糖與鹽（《for Mrs.（日语：フォアミセス）》2022年3月號[17]）－特集作品[17]、同雜誌首次亮相作品[17]
- 單色修學旅行（《for Mrs.》2022年7月號[18]）

### 書籍
- ，enterbrain，2013年6月27日初版發行（同日發行[19]） ISBN 978-4-0472-8957-4
- ，竹書房，2013年7月18日初版發行（同日發行[20]） ISBN 978-4-8124-9593-3
- ，LEED社（日语：リイド社），2015年10月9日發行[21] ISBN 978-4-8458-4416-6
- ，KADOKAWA，2018年1月12日發行[22] ISBN 978-4-04-734759-5
- ，共著：小田真規子，鑽石社，2018年5月17日 ISBN 978-4478104149
- ，KADOKAWA，2020年2月28日發行[23] ISBN 978-4-04-064522-3
- 《青春從教室的角落開始》，KADOKAWA，2021年6月11日發行[24] ISBN 978-4-04-736685-5
- 《今晚是壽喜燒哦（日语：今夜すきやきだよ）》，新潮社〈BUNCH COMICS〉，2021年9月9日發行[25] ISBN 978-4-10-772422-9
- ，KADOKAWA，2022年7月28日發行[4][26] ISBN 978-4-04-681640-5
- ，新潮社〈BUNCH COMICS〉，2023年1月7日發行[27] ISBN 978-4-10-772556-1

### 其它
- （於網路媒體官方網站與Twitter發表，2021年10月11日[28]）－一部關於廣播的魅力的漫畫[28]

## 外部連結
- 谷口菜津子的X（前Twitter） （日語）